# Сикора, Станислав

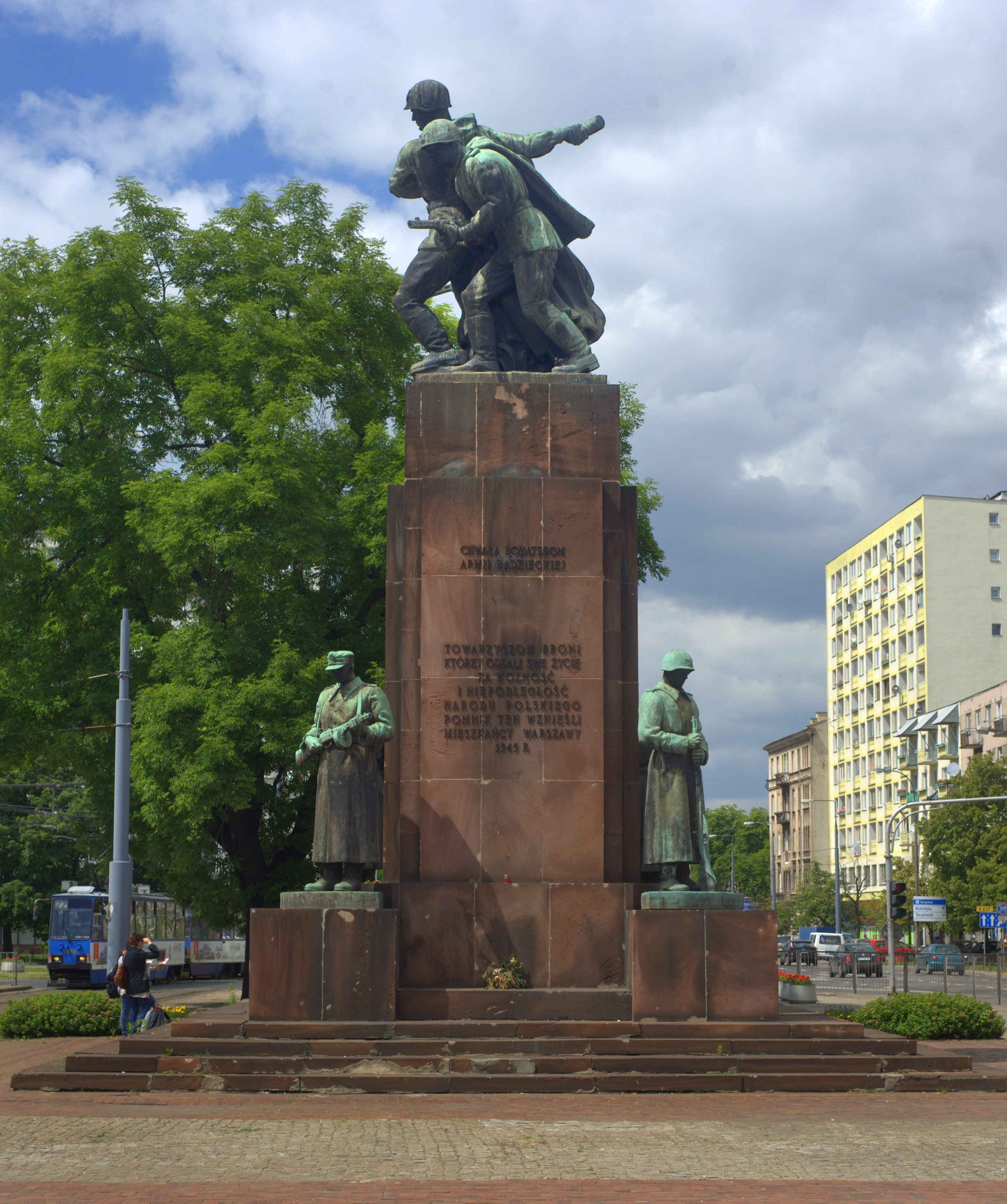
Памятник советско-польскому братству по оружию в Варшаве

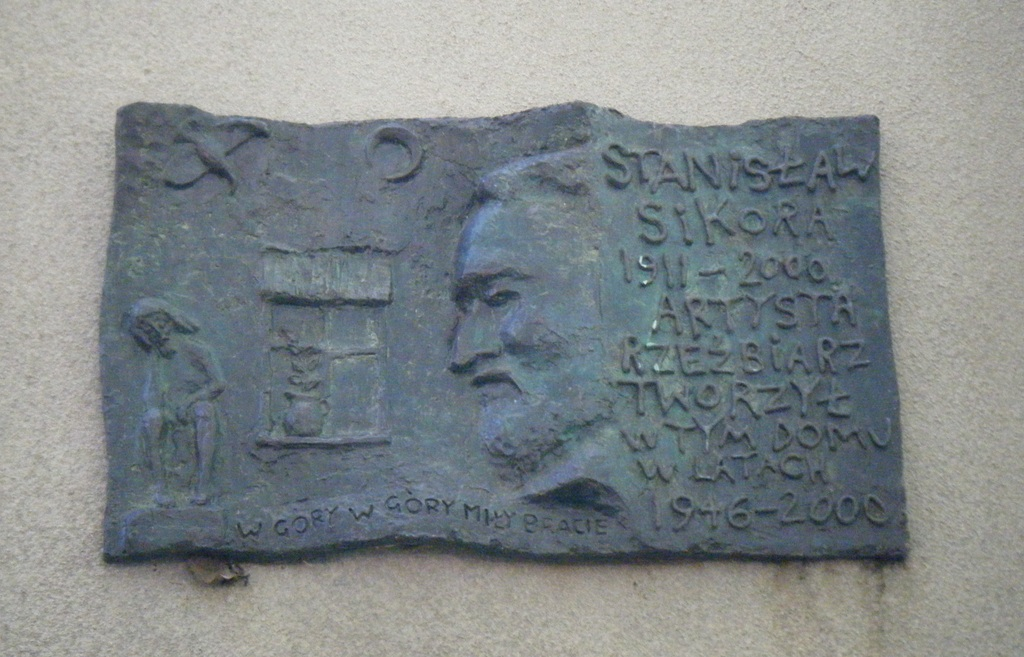
Мемориальная таблица С. Сикоре в Варшаве

Стани́слав Сико́ра (пол. Stanisław Sikora; 17 ноября 1911 — 22 августа 2000, Варшава) — польский скульптор, медальер.

## Биография
Окончил профессиональную школу деревообработки в Закопане. Продолжил обучение в варшавской академия изящных искусств. Ученик профессора Т. Бреера.
С 1946 жил и работал в Варшаве.

## Творчество
Автор многочисленных памятников, скульптур, медалей и знаков.
Среди монументов, созданных им:
- памятник жертвам гитлеризма в концлагере Маутхаузен (1955),
- памятник крестьянскому восстанию в Варшаве (1969),
- Памятник советско-польскому братству по оружию в Варшаве (в соавтор., 1945),
- памятник Святовиду в Копенгагене
- Скульптурная композиция «Польша» в Лондоне
- бюсты: Болеслава Пруса, Стефана Жеромского, Игнация Яна Падеревского (все в Варшаве) и Ф. Шопена (в Желязова-Воля) и др.

В 1947—1948 С. Сикора выполнил работы по скульптурному украшению здания Совета Министров Польши .
В 1999 была опубликована его автобиография «Одна жизнь и наброски мыслей».
Участник Всемирных выставок в Париже (1937) и Нью-Йорке (1939), а также более 400 художественных выставок, в Польше и за рубежом, в том числе 22 персональных.
В 1979 году он создал первую польскую медаль, посвящённую Иоанну Павлу II.

## Награды
- Золотой крест Заслуги (Польша) (1955)
- Медаль 10-летия Народной Польши (1955)
- Бронзовая медаль «За заслуги при защите страны» (1968)
- Кавалерский крест ордена Возрождения Польши (1969)
- Первая премия и Золотая медаль на Международном конкурсе в Ареццо (1965) за медаль Данте Алигьери.
- Гран-при из рук князя Монако Ренье III на Международной выставке живописи и скульптуры в Монте-Карло.

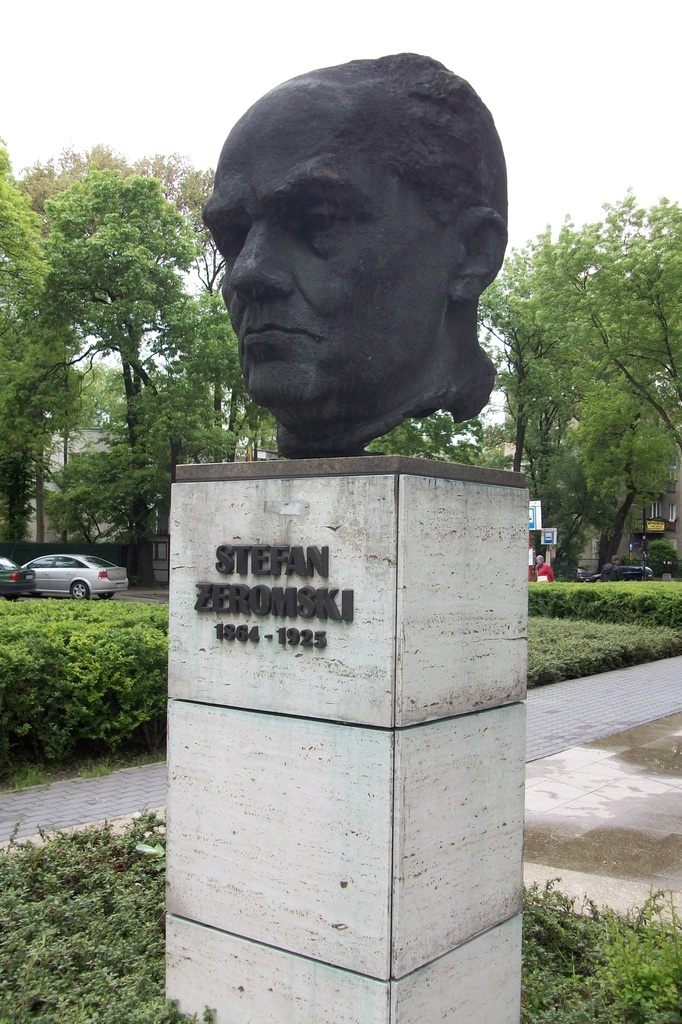
Бюст Болеслава Пруса в Варшаве
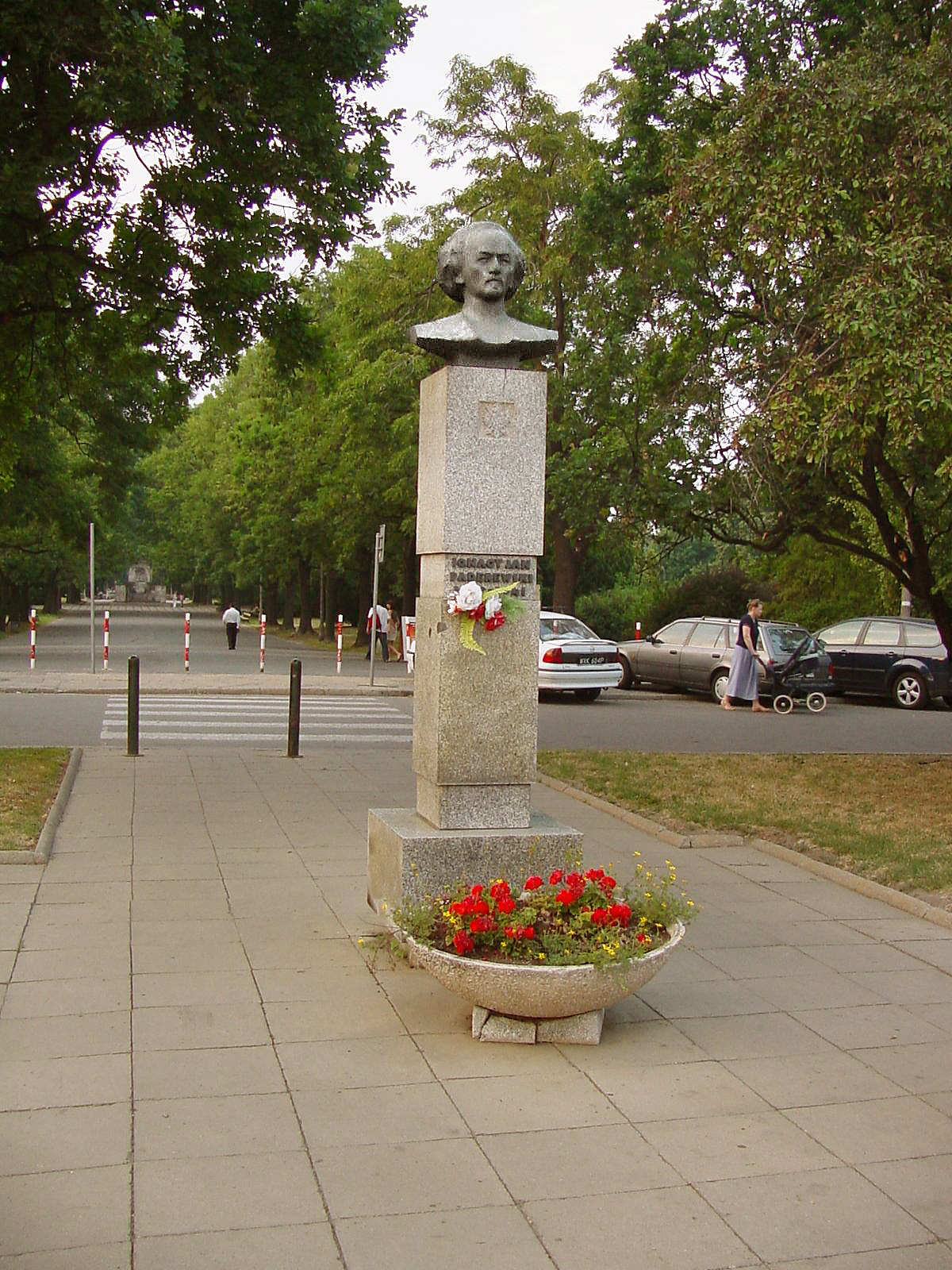
Бюст Игнация Яна Падеревского в Варшаве